# Mabel
Mabel je ženské křestní jméno latinského původu. Znamená milovaná, milá. Svátek slaví 18. října na svatého Amabila.

## Domácké podoby
Mab, Mabs, Mabinka, Maby, Bel(a), "Mejbl"

## Varianty
- Francouzsky: Mabelle
- Nizozemsky: Mabelia
- Irsky: Maible
- Maďarsky: Mabella

## Známé nositelky
- princezna Mabel z Orange-Nassau (narozena 1968), členka holandského královského rodu
- Svatý Amabilis, kněz. Působil a zemřel v Riom v regionu Auvergne v Akvitánii s pověstí svatosti. Řehoř z Tours o něm napsal, že měl charisma uzdravování.

- Mabel McVey, britsko-švédská zpěvačka španělského původu, nositelka ceny Brit Award 2020

- Mabel Besant-Scott, britská okultistka
- Mabel Gardiner Hubbard, manželka Alexandera Grahama Bella
- Mabel Lee, australská překladatelka
- Mabel Dodge Luhan, americká patronka umění
- Mabel Mosquera, kolumbijská vzpěračka
- Mabel Poulton, britská herečka
- Mabel Seeley, americká spisovatelka záhad
- Mabel Strickland, maltská novinářka a politička
- Mabel Vernon, americká sufražetka
- Mabel Walker Willebrandt, americká asistentka státního generálního štábu z roku 1921 a 1929